# Balloch
Balloch er en by i Skotland i West Dunbartonshire. Den er beliggende ved den sydlige bred af søen Loch Lomond, og har 6.050(2016) indbyggere.